# Seznam františkánských klášterů
 Bavorsko
- Klášter Freising

 Česko

Znak menších bratří františkánů

- Františkánský klášter (Bechyně) (13. století-1950)
- Františkánský klášter sv. Bernardina (Brno) (1451-1524)
- Klášter františkánek v Brně, při kostele svatého Josefa, dnes klášter voršilek
- Františkánský klášter při kostele sv. Máří Magdaleny v Brně (1645-1786)
- Klášter milosrdných sester brněnských III. řádu sv. Františka při kostele svaté Rodiny v Brně
- Tajná františkánská komunita v Brně–Maloměřicích (80. léta 20. století)
- Františkánský klášter (Brno-Husovice) (od 90. let 20. století)
- Františkánský klášter (České Budějovice - Čtyři Dvory) (1939-1950)
- Františkánský klášter v Dačicích (1660-1950, od roku 1996 Karmel Matky Boží (Dačice))
- Klášter Hájek (od 1659)
- Františkánský klášter (Hejnice) při kostele Navštívení Panny Marie (1692-1950)
- Františkánský klášter v Horažďovicích (1504?-ca.1590; v letech 1621-1814 klášter minoritů, 1853-1952 Kongregace Školských sester de Notre Dame)
- Rezidence františkánů v Hořovicích (1684-1950)
- Františkánský klášter (Hostinné) (1666-1950)
- Františkánský klášter (Cheb) (1247-1950)
- Rezidence františkánů u sv. Anny - Horní Pelhřimov u Chebu (1716-1788)
- Františkánský klášter (Jablunkov) (od 1990)
- Františkánský klášter (Jemnice) (1455?-1560)
- Františkánský klášter (Jindřichův Hradec) (1457-1950)
- Františkánský klášter (Kadaň) (1473-1950)
- Františkánský klášter (Kroměříž) - Na Oskole (1606-1788), Na Lindovce (1927-1950)
- Minoritský klášter Krupka (14. století?/1474-1575)
- Františkánský klášter (Liberec) (od 1972)
- Františkánský klášter (Moravská Třebová) (od 1678)
- Františkánský klášter (Olomouc) (1453-1785, dnes klášter dominikánů)
- Františkánský klášter (Opava) (1451?-1796)
- Františkánský klášter (Plzeň) (13. století-1950)
- Františkánský klášter (Plzeň-Lochotín) (od 1996)
- Anežský klášter v Praze (13.-15. století)
- Františkánský klášter (Praha) u sv. Ambrože (1460-1483)
- Františkánský klášter (Praha) u Panny Marie Sněžné (od 1603)
- Klášter irských františkánů-hybernů v Praze (1629-1786)
- Rezidence františkánů na Skalce u Mníšku pod Brdy (1757-1950)
- Klášter Slaný (1655-1950, dnes klášter bosých karmelitánů)
- Františkánský klášter (Tachov) s kostelem svaté Máří Magdalény (1466-1950)
- Františkánský klášter (Turnov) (1651-1950)
- Františkánský klášter (Uherské Hradiště) (od 1491)
- Františkánský klášter (Valtice) (1286-1802/1803)
- Františkánský klášter (Votice) (1629-1950)
- Františkánský klášter (Zásmuky) (1691-1950)
- Františkánský klášter (Znojmo) (1226/1239-1784, minoritský)
- Klášter františkánů (Žďár nad Sázavou) v bývalém klášteře cisterciáků (1611-1639)
  - Klášter milosrdných sester brněnských (Brno)
  - Kongregace Šedých sester III. řádu sv. Františka při kostele sv. Bartoloměje v Praze

 Francie
- Františkánský klášter v Rodezu
- Františkánský klášter (Paříž)

 Chorvatsko
- Františkánský klášter (Lopud)
- Františkánský klášter a kostel sv. Františka ve Splitu
- Františkánský klášter (Záhřeb)

 Portugalsko
- Klášter Santa Clara (Funchal)

 Slovensko
- Kostel a klášter svaté Kateřiny Alexandrijské (Dechtice) (17. století)
- Františkánský klášter s kostelem Zvěstování Páně v Bratislavě

 Slovinsko
- Klášter Konstanjevica

 Španělsko
- Klášter Santa María de Guadalupe

 Švýcarsko
- Klášter Königsfelden (1308-1528)

 Rakousko
- Františkánský klášter (Güssing)